# ТЕТ
ТЕТ (Тонис Ентер Телевижн) — украинский развлекательный телеканал.
Телеканал входит в медиаконгломерат «1+1 Медиа».
Эфирная сетка канала — развлекательный контент, в основе которого комедийные ситкомы, реалити-шоу, а также показ зарубежных фильмов и мультфильмов.

## История
Телеканал «ТЕТ-А-ТЕТ» был основан 24 января 1992 года как один из первых частных телеканалов на Украине. Начал эфирное вещание на 30 ТВК. Сначала на телеканале в 1992 году были небольшие блоки с показа: мультфильмов, фильмов и программ собственного производства. Со временем сетка расширялась, появились новости. В 1995 году телеканалу был нанесен тяжелый выпад на трансляцию. Нацсовет Украины по телевидению дал ТЕТ и ТРК «Киев» одну и ту же частоту вещания. И только в 2003 году вся эта коллизия с частотой была решена с помощью нового менеджмента телеканала ТЕТ. «ТЕТ» получил лицензию на 42-м, а ТРК «Киев» остался на 30-м. Они оба получили возможность вещать 24 часа в сутки.
С 24 апреля 2004 года «ТЕТ» провёл полномасштабный ребрендинг. С этого дня в эфире «ТЕТ» были представлены разные жанры телевизионных развлечений: реалити-шоу, ток-шоу, телесериалы, юмористические программы, мультфильмы, спортивные трансляции. На телеканале «ТЕТ» были убраны все политические программы, в том числе и выпуски новостей, кроме новостей светского и спортивного характера. В тот момент покрытие телеканала составляло 91,9 % территории Украины.
Позже, телеканал убрал с эфира программы спортивной тематики, заменяя телесериалами зарубежного производства. В 2010 году, «ТЕТ» сменил оформление и начал транслировать российские телесериалы, сняты по заказу российских телеканалов «СТС», «ТНТ», а также, другие телесериалы.
14 февраля 2011 года, «ТЕТ» сменил оформление, логотип и сетку вещания. С этого дня, телеканал выпустил в эфир новый сезон телесериала «Универ», российский ситком «Реальные пацаны», собственный телепроект «Твою маму!», а также, мультсериалы «Лунтик», «Телепузики», проект расследований «Теория измены» и много других премьер.
В 2012 году, начал снимать сериалы своего производства.
С 2014 года, в связи с «Бойкотом российского кино», сократили некоторые фильмы и сериалы российского производства.
1 декабря 2016 года «ТЕТ» перешёл на широкоэкранный формат вещания (16:9).
12 августа 2019 года телеканал провел ребрендинг с целью изменить целевую аудиторию. Слоганом телеканала стала фраза: «Тык — и ты улыбаешься» (укр. «Тиць — і ти усміхаєшся»).
16 сентября 2019 года Виктория Левченко (Шульженко) оставила должность генпродюсера телеканала ТЕТ и возглавила бизнес-единицу «1+1 Продакшн». С 11 ноября того же года исполняющей обязанности генерального продюсера канала стала Оксана Петришин.
В связи с вторжениям России на Украину 24 и 25 февраля 2022 года телеканал круглосуточно транслировал информационный марафон «Оборона Украины» (укр. «Оборона Украины») производства «1+1 Media». С февраля по апрель телеканал перепрограммировал свой эфир для детской и семейной аудитории.
С апреля 2022 года телеканал возобновил программную сетку: русскоязычные программы и сериалы переведены на украинский язык.

## Логотип
Телеканал сменил 15 логотипов. Нынешний 16-й по счёту.
С 1992 по 1997 год — логотип находился в правом нижнем углу. С 1997 по 2000 и с 2002 по 2003 год — в левом верхнем углу. С 2001 по 2002 год логотип находился в левом нижнем углу. С 2000 по 2001 и с 2003 года по настоящее время логотип находился в правом верхнем углу.
- С 24 января по 31 октября 1992 года логотипом являлась надпись «ТЕТ» зелёного цвета. Находился в правом нижнем углу. В 1993 году логотип был чёрным.
- С 1 ноября 1992 по 23 января 1997 года логотипом был синий прямоугольник со словом «ТЕТ-А-ТЕТ» белым шрифтом. Находился там же. В 1993 году логотип был чёрным. С 21 мая 1995 по 20 декабря 1996 года синий прямоугольник перемещался в левый нижний угол как одноименная заставка канала. Канал дружил с ОРТ.
- С 24 января 1997 по 30 ноября 2000 года логотипом являлись три большие тонкие буквы «Т», «Е» и «Т» голубого цвета. Находился в левом верхнем углу.
- С 1 декабря 2000 по 31 мая 2001 года логотипом являлся чёрный квадрат, а в его середине белый круг разделенный пополам. В левой части было написано слово «ТЕТ», а в правой цифра 4. Находился там же. В новогоднее время с 25 декабря 2000 по 13 января 2001 года на цифру 4 был одет колпак Санта-Клауса. Во время передач ОРТ с 29 декабря 2000 по 8 марта 2001 года перемещался в левый нижний угол.
- С 10 октября 2002 по 13 февраля 2003 года логотипом являлись три большие жирные буквы «Т», «Е» и «Т» зелёного жёлтого и голубого цветов. Находился в левом верхнем углу. С 10 по 13 октября 2002 года логотип был расположен в правом верхнем углу.
- С 14 февраля 2003 по 23 апреля 2004 года логотипом являлось слово «ТЕТ» синего цвета. Находился в левом верхнем углу. С 12 апреля 2003 по 23 апреля 2004 года логотип переместился в правый верхний угол.
- С 24 апреля 2004 по 31 августа 2010 года логотип напоминал куб. По его бокам были нарисовано буквы «Т», а на верху «Е». Под логотипом было написано слово «ТЕТ». Находился в правом верхнем углу. В зимнее время на букве «Е» был снег.
- С 1 сентября 2010 по 13 февраля 2011 года логотипом являлось слово «ТЕТ» что имел объёмные розовые контуры. Находился там же.
- С 14 февраля 2011 по 25 июня 2014 года логотипом являлись три шара: жёлтый, фиолетовый и голубой. В жёлтом шаре была буква «Т», в фиолетовом буква «Е», а в голубом буква «Т».
  - С 1 марта 2013 по 25 июня 2014 года использовался тот же логотип, но теперь он был анимирован.
- С 26 июня 2014 по 18 января 2015 года логотипом являлись три объёмных шара жёлтого цвета, а в них буквы «Т», «Е» и «Т». Логотип так же был розовым. В новогоднее время логотип был красным.
- С 19 января 2015 по 17 февраля 2020 года настоящее время логотип состоит из трех полупрозрачных шаров, а в них буквы «Т», «Е» и «Т».
- С 18 февраля 2020 года по настоящее время используется тот же логотип, но он увеличился и стал желтоватого цвета.

Первый логотип телеканала с 24 января по 31 октября 1992 года.
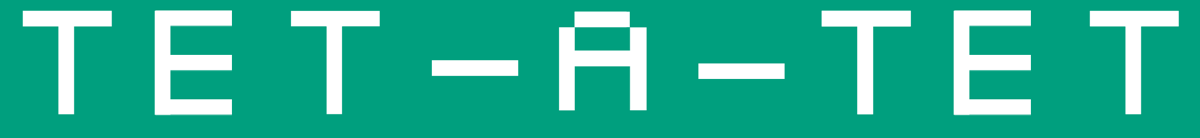
Второй логотип телеканала с 1 ноября 1992 по 23 января 1997 года.
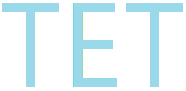
Третий логотип телеканала с 24 января 1997 по 30 ноября 2000 года.
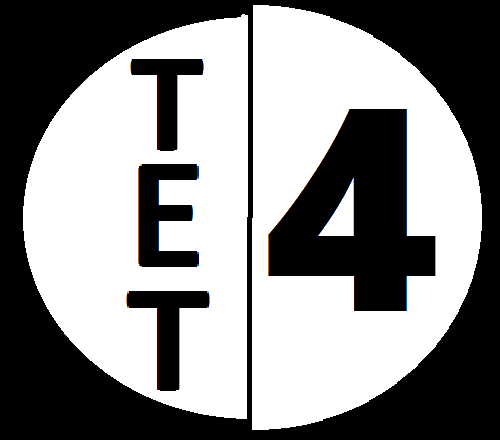
Четвёртый логотип телеканала с 1 декабря 2000 по 31 мая 2001 года.
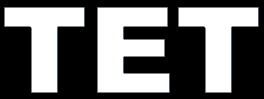
Пятый логотип телеканала с 1 июня 2001 по 9 октября 2002 года.
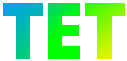
Шестой логотип телеканала с 10 октября 2002 по 13 февраля 2003 года.
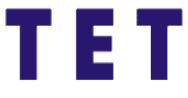
Седьмой логотип телеканала с 14 февраля 2003 по 23 апреля 2004 года.
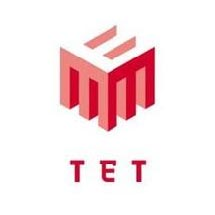
Восьмой логотип телеканала с 24 апреля 2004 по 31 августа 2010 года.
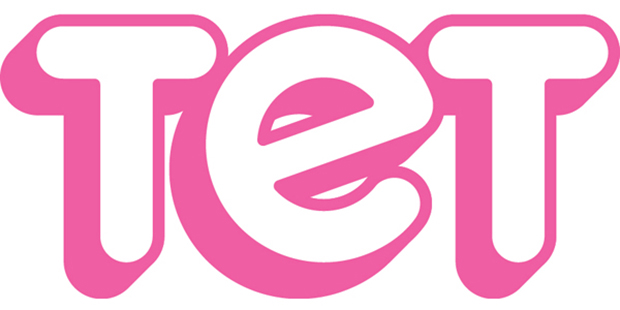
Девятый логотип канала с 1 сентября 2010 по 13 февраля 2011 года.
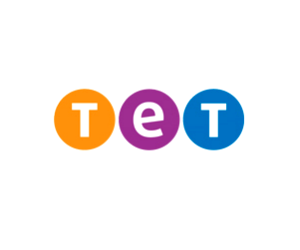
Десятый и одиннадцатый логотипы канала с 14 февраля 2011 по 25 июня 2014 года.
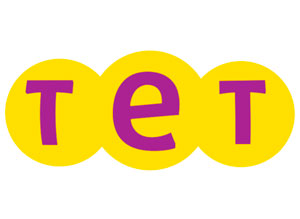
Двенадцатый логотип канала с 26 июня 2014 по 18 января 2015 года.
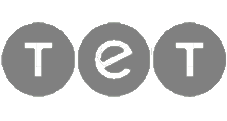
Тринадцатый логотип канала с 19 января 2015 по 17 февраля 2020 года.
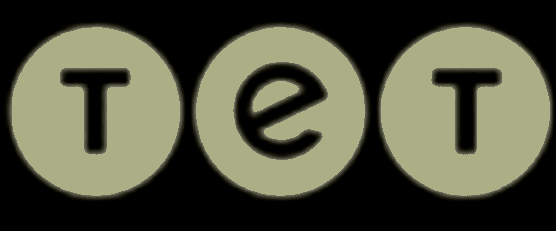
Четырнадцатый логотип канала с 18 февраля 2020 по 18 мая 2022 года.
Пятнадцатый логотип канала с 19 мая 2022 по 4 сентября 2022 года.
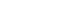
Шестнадцатый логотип канала с 5 сентября 2022 года по настоящее время.
Логотип, который используется в анонсах и заставках, а также на официальном сайте и в СМИ.

## Параметры спутникового вещания
- Спутник — Astra 4A (4.8 ° восточной долготы)
- Стандарт — DVB-S2
- Частота — 11766
- Символьная скорость — 27500
- Поляризация — H (вертикальная)
- Формат изображения — MPEG-4
- Прямая коррекция ошибок (FEC) — 3/4
- Кодирование — Verimatrix

## Программы

### Идущие на данный момент
- ЛавЛавCar
- 4 свадьбы
- Барышня-крестьянка
- Богиня шопинга
- Полезные подсказки (укр. «Корисні підказки»)
- Это — наше и это — твоё (укр. «Це — наше і це — твоє»)

### Архивные

#### Муз-ТВ
- Зоо Фактор
- Крем
- Знакомство с родителями
- Крокодил
- Следующий

#### ДТВ
- Брачное чтиво
- Наши рекорды

#### СТС
- Слава богу, ты пришёл!
- Детали
- Истории в деталях
- Снимите это немедленно
- Тату в Поднебесной
- Хорошие песни
- Хорошие шутки
- Жизнь прекрасна
- Ты-супермодель!
- Кресло
- Super! Шоу Василия Стрельникова
- Спасите, ремонт!
- Свадебный переполох

#### ТНТ
- Окна
- Убойная лига
- Смех без правил
- Дом-2
- Comedy Woman
- Цена любви
- Интуиция
- Танцы без правил
- Ешь и худей
- Запретная зона

#### Остальные передачи зарубежного производства
- Фактор страха (НТВ)
- Званый ужин (РЕН ТВ)
- Давай попробуем
- Модный приговор (Первый канал)
- Нереальные предки
- Зоо Фактор
- Голая правда
- Давай поженимся (Первый канал)

#### Собственное производство
- Смотри
- Смотрите, кто пришёл!
- Твою маму!
- У ТЕТа папа!
- У ТЕТа мама
- У ТЕТа в Интернете
- У ТЕТа хорошо
- Украинцы офигенные
- Слава со Славеком Славиным (2011—2013)
- До рассвета
- Бабуны & дедуны
- БарДак
- Смотри! (укр. Дивись!)
- Скажи!
- Nota Bene, ведущая Татьяна Рамус
- Домашний арест
- Дурнев+1 (2011—2014)
- Худший водитель страны
- 100 в 1
- Теория Измены
- ООН
- Супер-женщина
- Королева бала
- Городок
- Волшебное зеркало

## Сериалы

### Ситкомы
- Страна У
- Сказки У
- Сказки У Кино
- Танька и Володька
- Однажды в Одессе
- Однажды под Полтавой
- Отель Галиция
- Виталька (2012—2017)
- Спасатели Алупки
- Новая жизнь Василины Павловны

### Телесериалы стороннего производства

#### ТНТ
- Универ (все сезоны)
- Универ. Новая общага (1 сезон)
- Деффчонки (1—2 сезоны)
- Барвиха (все сезоны)
- Зайцев+1 (1 сезон)
- Реальные пацаны (1—6 сезоны)
- Саша+Маша
- Детективы (1—6 сезоны)

#### СТС
- Кухня (1—4 сезоны)
- Как я встретил вашу маму
- Дневник доктора Зайцевой (все сезоны)
- Ранетки (все сезоны)
- Бедная Настя
- Моя прекрасная няня (1—3 сезоны)
- Физика или химия
- Закрытая школа (все сезоны)
- Восьмидесятые (1—2 сезоны)
- Маргоша (все сезоны)
- Кто в доме хозяин?
- Кухня (1—2 сезоны)
- Думай как женщина
- Метод Лавровой
- Детка
- Игрушки
- Нанолюбовь
- Два отца и два сына (1 сезон)
- Одна за всех (1—7 сезоны)

#### РЕН ТВ
- Детектив Магнум
- Трое сверху

#### Зарубежные
- Хор (1—5 сезоны)
- Ходячие мертвецы (1—4 сезоны)
- Мерлин
- H2O: Просто добавь воды
- Принцесса слонов
- Волшебники из Вэйверли Плэйс
- Настоящая кровь
- Секс в большом городе (все сезоны)
- Говорящая с призраками
- Баффи — истребительница вампиров (все сезоны)
- Зена — королева воинов (все сезоны)
- Беверли-Хиллз 90210: Новое поколение
- Зачарованные (укр. «Усі жінки — відьми») (все сезоны)
- Дневники Тёмного

## Мультсериалы
- Казаки. Футбол
- Лис Никита

### Бывшие мультсериалы
- Губка Боб Квадратные Штаны
- Кунг-фу панда: Удивительные легенды
- Пингвины из Мадагаскара
- Looney Tunes/Merrie Melodies
- Ханки и Спанки
- Моряк Попай
- Душки-призраки
- Джордж из джунглей
- Инспектор Гаджет
- Лаборатория Декстера
- Табалуга
- Кот Феликс
- Суперпёс
- Денис-непоседа
- Царь горы
- Черепашки-ниндзя (1987)
- Черепашки-ниндзя (2003)
- Гадкий утёнок
- Мастера дуэли
- Границы Мира Дигимонов
- Эльфийская песнь
- Военная приемка
- Лалалупси
- Шоу Гарфилда
- Твинисы
- Телепузики
- Мир Квеста
- Капитан Фламинго
- Обитатели холмов
- Соник (2004)
- Чёрный плащ
- Масяня
- Приключения Дага
- Стич
- Огги и тараканы
- Шоу Гарфилда
- Сердитые птички
- Вперёд, Диего, вперёд!
- Русалочка
- Чип и Дейл спешат на помощь
- Маша и Медведь
- Белка и Стрелка. Озорная семейка
- Лентяево
- Машины сказки
- Клуб Винкс
- Элвин и бурундуки
- Смешарики
- Лунтик и его друзья
- Весёлые паровозики из Чаггингтона
- Фиксики
- Монстры против пришельцев
- Даша-путешественница

## Аниме
- Мастера дуэли
- Приключения дигимонов